# Devonport (Devon)
Devonport, anteriormente chamado de Plymouth Dock ou simplesmente Dock, é um distrito de Plymouth, no condado inglês de Devon, embora fosse, ao mesmo tempo, o assentamento mais importante. Tornou-se uma cidade do condado em 1889. Devonport era originalmente um dos "Três Cidades" (juntamente com Plymouth e o Leste de Stonehouse); estes se fundiram em 1914 para formar o que viria a ser em 1928 a cidade de Plymouth. Ele é representado no Parlamento do Reino Unido, como parte do Plymouth Sutton e Devonport eleitorado. Seu membro eleito do Parlamento (MP) é Oliver Colvile, que é afiliado com o Partido Conservador.